# Zwitserland op het Eurovisiesongfestival 1961
Zwitserland nam deel aan het Eurovisiesongfestival 1961 in Cannes, Frankrijk. Het was de 6de deelname van het land op het Eurovisiesongfestival. SRG SSR was verantwoordelijk voor de Zwitserse bijdrage voor de editie van 1961.

## Concours Eurovision 1961
| Nr. | Artiest          | Lied                   |
| --- | ---------------- | ---------------------- |
| 1   | Jo Roland        | Nous deux              |
| 2   | Carla Boni       | Voglio baciarti ancora |
| 3   | Franca di Rienzo | Nous aurons demain     |
| 4   | Jo Roland        | Stop                   |
| 5   | Franca di Rienzo | Fermé pour la vie      |
| 6   | Anita Traversi   | L'ingresso nei sogni   |
| 7   | Ines Taddio      | Eine kleine melodie    |
| 8   | Carla Boni       | Addio parole d'amore   |
| 9   | Anita Traversi   | Finalmente             |

1956 · 1957 · 1958 · 1959 · 1960 · 1961 · 1962 · 1963 · 1964 · 1965 · 1966 · 1967 · 1968 · 1969 · 1970 · 1971 · 1972 · 1973 · 1974 · 1975 · 1976 · 1977 · 1978 · 1979 · 1980 · 1981 · 1982 · 1983 · 1984 · 1985 · 1986 · 1987 · 1988 · 1989 · 1990 · 1991 · 1992 · 1993 · 1994 · 1995 · 1996 · 1997 · 1998 · 1999 · 2000 · 2001 · 2002 · 2003 · 2004 · 2005 · 2006 · 2007 · 2008 · 2009 · 2010 · 2011 · 2012 · 2013 · 2014 · 2015 · 2016 · 2017 · 2018 · 2019 · 2020 · 2021 · 2022 · 2023 · 2024 · 2025